# Geostrategia
La geostrategia è un oggetto di studio nella strategia militare che riguarda la geografia degli stati e la loro situazione storica e politica in relazione ai loro vicini.
Il suo studio si origina dalla geopolitica, ma il suo punto di vista si riduce agli aspetti militari e alle loro conseguenze sulla posta delle risorse naturali, frequentemente oggetto di conflitto d'interessi.

## Principi
- Il governo di uno Stato e la definizione della sua politica dipendono in modo permanente dalla considerazione della sua situazione geostrategica. È in questo caso che viene invocata la ragion di Stato.
- La geografia dei paesi vicini e i suoi elementi sono presi obbligatoriamente in considerazione dagli strateghi.
  - Citazione e libro di Yves Lacoste: La Geografia serve innanzitutto per fare la guerra.
  - per lo stratega terrestre: la geografia influisce sullo sviluppo potenziale delle campagne di guerra, con l'intermediazione dei corsi d'acqua, dei rilievi e la presenza di passi per attraversare le barriere montane; occorre vegliare sulle sue frontiere.
  - per l'ammiraglio: la geografia permette di rivelare gli stretti strategici, punti nevralgici di contenimento delle rotte navali; il loro controllo permette di regolare il traffico mercantile navale. Le isole sono ugualmente degli obiettivi, per costruirvi un porto fortificato, o impedire che la pirateria vi si sviluppi.
- Gli aspetti militari entrano in considerazione al momento di definire gli obiettivi, tali da valutare il potenziale militare della potenza avversaria, tanto in quantità, attraverso il contenuto dei suoi arsenali, quanto in qualità, cercando di ottenere la supremazia attraverso la tecnologia militare. Tali informazioni, ottenute in particolare dai servizi segreti, permettono di valutare e decidere sul passaggio all'azione bellica o diplomatica.

## Situazioni geostrategiche del passato
Per evidenziare l'impatto che i fatti naturali hanno sulla storia si devono ricordare alcuni fatti conosciuti da pochi che provano questo assunto. Il primo riguarda la coltivazione della Hevea brasiliensis  volgarmente chiamato l'albero della gomma. Poco prima del 1875, questa pianta scoperta in Brasile pochi decenni prima, fu portata dagli Inglesi in India, Ceylon e Singapore: in pochi anni la Malesia, allora colonia britannica, divenne il primo produttore del lattice di questa pianta che andò a costituire la materia prima necessaria per costruire le camere d'aria e i copertoni delle ruote di ogni veicolo a motore. In momenti successivi divenne anche materia prima per tutti gli altri prodotti in gomma di uso quotidiano.
A quel tempo non erano ancora stati progettati e costruiti gli elastomeri e i polimeri derivati alla lavorazione del petrolio che dopo la seconda guerra mondiale divennero la materia prima per la produzione delle gomme. Essendo la Malesia il primo produttore, divenne il principale obiettivo di conquista assieme all'Indonesia, allora colonia olandese, produttrice di petrolio, dell'Impero del Giappone. Coevo al 7 dicembre 1941, il giorno in cui il Giappone attaccò Pearl Harbor, si intensificò un'operazione aereo-navale che condusse il pochi mesi alla conquista di tutta l'Indocina, la Malesia e l'Indonesia con la sconfitta delle forze presenti di Francia (quelle non ai comandi del governo di Pétain), Paesi Bassi e Gran Bretagna. Queste ultime erano in prevalenza truppe indiane di stanza in Malesia. La perdita della materia prima per fare le gomme colpì terribilmente le forze alleate. Fu a questo punto che, oltre alla realizzazione della gomma sintetica attraverso la nuova vulcanizzazione i geografi e i botanici suggerirono di incrementare le piantagioni di alberi della gomma del Brasile. L'accordo militare della metà del 1942 tra Brasile e Stati Uniti mise fine ai tentennamenti di quello Stato e favorì il disegno di un'alleanza militare strategica Stati Uniti-Brasile che andò ad includere anche queste piantagioni. Di una cosa i botanici non si erano accorti: in Malesia le piogge giornaliere, che dilavano gli alberi della gomma, avvengono alle prime luci dell'alba per circa un paio d'ore.
Nello ore successive le piante si asciugano e il lattice che è raccolto in barattolini appesi al tronco, è privo di acqua e può essere lavorato senza operazioni preliminari di disidratazione. In Brasile avviene invece che la pioggia si manifesta, per ragioni climatiche proprie della sua giungla, nel centro della giornata prima di mezzogiorno. Il lattice veniva raccolto, come ancora oggi avviene, mescolato con l'acqua piovana nei vari barattolini che vengono appesi al tronco. Questo volle dire, allora, che il lattice per essere utilizzato doveva essere sottoposto ad un costoso e lungo processo di disidratazione. Per questo i comandi alleati decisero di modificare la loro strategia e incominciare una campagna di riconquista della Malesia e delle isole dell'Indonesia collegata ad un preciso disegno di accerchiamento del Giappone nelle sue isole. Questa fu la ragione del cambio di strategia nella guerra del Pacifico dal 1942 al 1945.
Partendo dalla Birmania ancora in mani britanniche si sviluppò la campagna diretta a rendere nuovamente le forze alleate autosufficienti nell'approvvigionamento del lattice con cui costruire le gomme di tutti i mezzi militari alleati anche se le industrie chimiche statunitensi proprio in quel periodo riuscirono a produrre i primi copertoni da trazione unendo gli elastomeri di para con i polimeri di origine dal petrolio. Questo prova, in quale modo la necessità di materie prime per sopravvivere possa incidere e cambiare una linea strategica di guerra ed imporre immani sacrifici a dei popoli che invece se avessero trovato la soluzione in Brasile avrebbe avuto un andamento diverso e sicuramente meno luttuoso. Bisogna ricordare che sino alla pace del 1945 fu sempre necessario combattere i Giapponesi, i cui focolai di resistenza non furono mai sconfitti in modo definitivo, anche se l'esercito regolare era stato costretto a ritirarsi da quelle terre. Alcuni anni, dopo la pace, venivano ancora identificati soldati giapponesi che soli nella giungla credevano ancora di essere in guerra e questo era un pericolo per la ripresa delle attività produttive di quelle regioni.
Per alcuni prospetti, sul punto, vedi:
- Storia del Mediterraneo: geostrategia del bacino mediterraneo;
- Occidente cristiano, a seguito della sconfitta delle crociate in Terra santa.

## Geostrategia contemporanea
- Oltre agli Stati Uniti in modo diretto, i paesi del mondo arabo-musulmano in particolare, hanno dovuto ripensare la loro geostrategia locale in seguito agli avvenimenti dell'11 settembre 2001. Alexandre Adler ne traccia un aspetto per ognuno di essi, attraverso due libri (vedere Bibliografia), dopo aver ricordato ogni problematica storica.
- Può essere citata anche l'influenza controversa di Samuel Huntington sul pensiero geostrategico americano riguardante questa zona del mondo.

## Geostrategia prospective
In un contesto proiettato in cui la risorsa sarebbe l'accesso sicuro allo spazio, lo Space Command americano sviluppa un progetto di costruzione di base lunare permanente per bloccare a ogni altra nazione l'accesso alla periferia spaziale sub vicina alla Terra. 
 Ciò rileva della geostrategia prospettica applicata non più alla geografia terrestre, ma a livello del pianeta stesso; tale visione si rapporta a quella di uno stretto nevralgico sul piano navale.
In buona sostanza: chi conseguirà il dominio dello spazio sub lunare dominerà la terra.